# Cacopsylla exima
Cacopsylla exima — вид клопів родини Листоблішки (Psyllidae). Вид зустрічається лише на Канарських островах та островах  Мадейра.